# Carlos del Pulgar
Carlos Alberto del Pulgar Sabín, nacido en Ferrol el 2 de junio de 1948, es un economista, empresario, editor y escritor español, especializado en la publicación de textos ilustrados sobre arte, y en libros didácticos para la educación de lectores infantiles y juveniles.

## Biografía
Se licenció en Ciencias Económicas en la Universidad de Santiago de Compostela. Desde junio de 1966 a octubre de 1987 trabajó como técnico en la compañía Telefónica. 
En febrero de 1984 fundó en Vigo la editorial Nova Galicia Edicións, de la que es, hasta la actualidad, director, con el  objetivo de recuperar documentos históricos para su edición facsimilar, como A Nosa Terra (1916), Galeuzca, A Fouce y otros, y de promover el arte y, en genrral, la cultura de Galicia, tanto dentro del país como más allá de sus  fronteras.
En 1997 comenzó un proyecto, de edición de una serie sobre artistas gallegos: «Artistas pintores», «Artistas arquitectos» y «Artistas escultores», que hoy alcanza treinta volúmenes dedicados a los artistas gallegos más importantes de todos los tiempos (más de quinientos en total).
Desde el año 2000 viene realizando ediciones en gallego y portugués, dentro de la colección Nova Galicia Arte, de monografías dedicadas a los más importantes artistas de la pintura universal, y, a partir de 2003, empezó a editar libros para el público infantil y juvenil, no solo de narrativa y libros ilustrados, sino también de libros didácticos, tanto para los niños como para ses padres y profesores. En este campo destaca la colección Contos de mamá, dirigida a niñas y niños que se inician en la lectura, y también las colecciones Qué me dis de..., Saber para vivir, Saber para crecer y Temas de hoy, que tratan temas de actualidad de gran interés en todos los sectores de la sociedade; de corta extensión, e ilustrados, abordan temas de actualidad que preocupan a padres, educadores y a la sociedad en general, como el consumo de drogas, de alcohol, de tabaco, la violencia escolar, el respeto y la igualdad.
En el año 2004 ganó el Premio al Libro Mejor Editado en la categoría de Arte, del Ministerio de Cultura de España, por la obra Quessada. Arte e liberdade.

## Principales obras

### Sobre arte gallego
- Artistas pintores. Postguerra I: figuraciones (2000). ISBN 978-84-8775-541-5.
- A nosa pintura (2002). ISBN 978-84-9607-024-0. (Contiene estudios sobre J. Pérez Villaamil, Sotomayor, Bello Piñeiro, Imeldo Corral, Camilo Díaz Baliño, Máximo Ramos e Segura Torrella). Edición para el Ayuntamiento de Ferrol.
- Artistas pintores. Realismos: expresionismos (2003). ISBN 978-84-8775-551-4.
- Artistas: arquitectos (2006). ISBN 978-84-8775-597-2.
- Artistas pintores, vol. I: romanticismo y realismo en el siglo XIX (2009). ISBN 978-84-9367-053-5.

### Infantiles y juveniles
- La moneda de oro / The Golden Coin (2004; con Marcos Ta). ISBN 978-84-9607-099-8.
- Emociones y sentimientos. Colección Saber para vivir / Learn to Live (2006; con María Del Carmen Míguez Varela). ISBN 978-84-8540-117-8.
- Consumismo. Colección Saber para vivir / Learn to Live (2006; con Rafael Rodríguez Villarino). ISBN 978-84-8540-121-5.
- Alcohol. Colección Saber para vivir / Learn to Live" (2007; con María del Carmen Lorenzo Pontevedra). ISBN 978-84-9695-035-1.
- Autoestima. Colección Saber para vivir / Learn to Live (2007; con María del Carmen Lorenzo Pontevedra). ISBN 978-84-9695-050-4.
- Cuida tu planeta / Take Care of Your Planet. Colección Qué me dices de... (2007; con Manuel Antonio Fernandez Domínguez). ISBN 978-84-9695-032-0.
- Estudiar mejor... todo un deporte. Colección Saber para vivir / Learn to Live (2007; con Pilar María Barreiro Gonzalez). ISBN 978-84-8540-119-2.
- El grifo de Juan / Juan's Faucet. Colección Saber para vivir / Learn to Live (2007; con Cafe Roma). ISBN  978-84-9695-065-8.
- Higiene personal. Colección Qué me dices de... / What About... (2016; con Ernesto Smyth Chamosa). ISBN 978-84-9695-056-6.
- Decir no. Colección Temas de hoy (2016). ISBN 978-84-9438-814-9.
- Concientizarse. Colección Temas de hoy (2016). ISBN 978-84-9438-816-3.

### Ediciones
- Museos. Arte e cultura de Galicia e Norte de Portugal (2005). ISBN 978-84-9629-374-8. 4 tomos: «Allariz-Corcubión», «A Coruña-Ourense», «Paços de Ferreira-Santiago de Compostela» e «Santiago de Compostela-Zas».

### Otros artículos
- Nova Galicia Edicións